# سویوق‌بلاغ
سویوق‌بلاغ (به لاتین: Soyuqbulaq) یک منطقه مسکونی در جمهوری آذربایجان است که در شهرستان آغستفا واقع شده است.